# Nadja Peter Steiner
Nadja Peter Steiner (1 de octubre de 1984) es una jinete suiza que compite en la modalidad de salto ecuestre. Ganó una medalla de bronce en el Campeonato Europeo de Saltos Ecuestres de 2017, en la prueba por equipos.

## Palmarés internacional
| Campeonato Europeo | Campeonato Europeo  | Campeonato Europeo | Campeonato Europeo |
| Año                | Lugar               | Medalla            | Categoría          |
| ------------------ | ------------------- | ------------------ | ------------------ |
| 2017               | Gotemburgo (Suecia) | Medalla de bronce  | Por equipos        |